# Victor Moore
Victor Frederick Moore (ur. 24 lutego 1876 w Hammonton, zm. 24 lipca 1962) – amerykański aktor. Odtwórca ról komediowych na scenie i ekranie.
Zaczął występować w 1893. W 1906 trafił na Broadway w głównej roli Kida Burnsa w sztuce Forty–five Minutes from Broadway, w której przedstawił także tytułową piosenkę. Występował w wodewilu przez wiele lat wraz z żoną Emmą Littlefield. Karierę filmową rozpoczął w 1915 od roli Henry’ego Disneya w komedii Snoby. W tym samym roku zagrał w dwóch filmach Cecila B. DeMille’a – komedii krótkometrażowej Chimmie Fadden i westernie komediowym Chimmie Fadden Out West.
8 lutego 1960 otrzymał własną gwiazdę w Alei Gwiazd w Los Angeles znajdującą się przy 6834 Hollywood Boulevard.

## Filmografia
- 1917: Moving
- 1936: Gold Diggers of 1937 jako J. J. Hobart
- 1937: Make Way for Tomorrow
- 1941: Louisiana Purchase jako Senator Oliver P. Loganberry
- 1942: Star Spangled Rhythm
- 1947: It Happened on Fifth Avenue jako Aloysius T. McKeever
- 1955: Słomiany wdowiec jako Hydraulik